# Torr
Torr (též milimetr rtuťového sloupce, značený mm Hg) je stará jednotka hydrostatického tlaku nazvaná podle italského přírodovědce J. E. Torricelliho (1608–1647). Tlak 1 torr je roven hydrostatickému tlaku vyvolanému 1mm sloupcem rtuti. V roce 1980 byla jednotka torr zrušena a nahrazena jednotkou soustavy SI – pascal (Pa).
Platí:
1 torr = 1 mm Hg ≈ 133,322 Pa
Přesný převod hodnoty v torrech na hodnotu v pascalech je dán definicí fyzikální atmosféry (též zvané standardní atmosféra), která byla původně definována jako 760 mm Hg a na 10. konferenci CGPM byla definována jako 101 325 Pa, z toho vychází 1 torr = 101325/760 Pa ≈ 133,322 368… Pa.
Vztah mezi oběma jednotkami lze také odvodit z výpočtu hydrostatického tlaku. Hydrostatický tlak sloupce rtuti o výšce {\displaystyle h=1~\mathrm {mm} } se vypočítá dosazením hustoty rtuti (13595,1 kg·m−3) a normálního tíhového zrychlení (9,80665 m·s−2):
{\displaystyle p=h{\varrho }g=10^{-3}\,\cdot \,13595{,}1\,\cdot \,9{,}80665=133{,}322\,387\,415\qquad [\mathrm {Pa;m;kg\cdot m^{-3};m\cdot s^{-2}} ]}
Rozdíl mezi oběma definicemi (torr podle standardní atmosféry a „konvenční milimetr rtuťového sloupce“ výpočtem hydrostatického tlaku rtuti) je dán použitými standardizovanými hodnotami hustoty a tíhového zrychlení, v praxi je však zanedbatelný.
Milimetry rtuťového sloupce se v praxi stále používají například u rtuťových barometrů, při měření krevního tlaku či tlaku vzduchu. Tlak vzduchu je přepočítáván na hektopascaly. Rtuťové měřiče tlaku krve mají stupnici [mm Hg = torr] a druhou stupnici v kilopascalech.